# Быков, Иван Тимофеевич
Ива́н Тимофе́евич Бы́ков (июнь 1904, Орловский уезд, Вятская губерния — не ранее 1960) — советский партийный и государственный деятель, первый секретарь Кировского обкома КПСС (1947—1952), председатель Кировского облисполкома (1945—1947).

## Биография
Родился в деревне Круглыш.
Окончил 1 курс педагогического и зооветеринарного институтов, в 1942 г. — Школу партийных организаторов при ЦК ВКП(б).
В 1929 г. — председатель Исполнительного комитета Гороховского волостного Совета (Вятская губерния).
В 1929—1930 гг. — председатель ячейки ВКП(б) коммуны «Пахарь», заведующий Верховинским районным земельным отделом, организационно-массовым отделом Верховинского районного комитета ВКП(б) (Нижегородский край).
- 1930—1931 гг. — председатель исполнительного комитета Верховинского районного Совета (Нижегородский край).
- 1933—1936 гг. — заведующий Верховинским районным земельным отделом (Горьковский — Кировский край).
- 1936—1938 гг. — заведующий кабинетом ВКП(б), заместитель секретаря Верховинского районного комитета ВКП(б) (Кировский край — область).
- 1938—1941 гг. — первый секретарь Шарангского районного комитета ВКП(б) (Горьковская область).
- 1941—1942 гг. — заведующий сельскохозяйственным отделом Кировского областного комитета ВКП(б).
- 1942—1943 гг. — инструктор Управления кадров ЦК ВКП(б).
- 1943—1945 гг. — второй секретарь Кировского областного комитета ВКП(б).
- 1945—1947 гг. — председатель исполнительного комитета Кировского областного Совета.
- 1947—1952 гг. — первый секретарь Кировского областного комитета ВКП(б).
- 1952 г. — в резерве ЦК ВКП(б).
- 1952—1960 гг. — заместитель, первый заместитель председателя Исполнительного комитета Вологодского областного Совета.

Депутат Верховного Совета СССР 2-3-го созывов.
С 1960 г. на пенсии.

## Награды и звания
Награждён орденом Отечественной войны I степени.

## Комментарии
1. ↑  Деревня Круглыш, относившаяся к Верходворской, в 1920-е годы — к Гороховской волости Орловского / Халтуринского уезда, в последующем входила в состав Заимского сельсовета Верховинского района, затем — Верходворского сельсовета Юрьянского района Кировской области; упразднена 27.01.1986[1].